# فردریک وینترز
فردریک وینترز (انگلیسی: Frederic Winters؛ زادهٔ ۲۵ سپتامبر ۱۹۸۲) بازیکن والیبال اهل کانادا است. فردریک وینترز در حال حاضر عضو تیم ملی والیبال کانادا و باشگاه سادا کروزیرو است.